# Список хитов № 1 в чарте Alternative Songs
В данный список включены хиты, которые возглавляли американский чарт альтернативной и современной рок-музыки Alternative Songs журнала Billboard по итогам каждой недели года. Впервые еженедельный хит-парад для этого жанра рок-музыки журнал опубликовал 10 сентября 1988 года под названием Modern Rock Tracks на основе динамики наиболее часто проигрываемых песен рок-радиостанциями США по данным Nielsen BDS. С сентября 2009 года он называется Alternative Songs. Существует также радио рок-чарт Hot Mainstream Rock Tracks. Вместе с данными по всем форматам продаж (физические носители, интернет, видео) они все вместе составаляют объединённый рок-чарт Rock Songs.

## Информация
Наибольшее количество песен № 1 в чарте имеет группа Red Hot Chili Peppers, 11 песен которой поднимались на вершину хит-парада. Группа Green Day поднималась на 1-ю строчку 9 раз, а группы U2 и Linkin Park — по 8 раз. Дольше всего на вершине (18 недель) пробыла песня «The Pretender» группы Foo Fighters.